# 藤本冬香
藤本 冬香（ふじもと ふゆか　1998年〈平成10年〉4月3日 - ）は、日本のアイドルであり、女性アイドルグループ・SKE48チームKIIのメンバーである。
広島県出身。ゼスト所属。

## 経歴
2018年12月9日、SKE48第9期研究生オーディションに合格。同月31日、『SKE48 忘れられない大忘年会2018』において、SKE48第9期研究生としてお披露目される。
2019年1月14日、東京・神田明神で行われたAKB48グループ成人式に参加。加入15日目での成人式参加は、AKB48グループでは当時史上最速であった。
同年3月8日、SKE48「青春ガールズ」公演で劇場デビュー。
2020年10月5日、Aichi Sky Expoで開催された「SKE48 12th Anniversary Fes 2020 ～12公演一挙披露祭～」12周年特別LIVEにおいて、正規メンバーへの昇格と大場チームKII所属が発表される。同月10日より、チームKⅡメンバーとしての活動を開始。
同年11月20日、「最終ベルが鳴る」公演にチームKⅡへの昇格後初めて出演する。
2021年2月3日発売のSKE48の27thシングル『恋落ちフラグ』で、シングル表題曲選抜メンバーに初選出される。
2022年12月11日、チームKII 8th Stage「時間がない」公演に初日メンバーとして出演。
2023年4月10日から21日にかけて、ライブ配信サービス・SHOWROOMで開催された『SKE48 超世代メンバー “パレオはエメラルド”リメイク選抜 決定オーディション！』で1位を獲得し、同年7月5日発売のSKE48の31stシングル『好きになっちゃった』全タイプにカップリングで収録された「パレオはエメラルド（2023ver.）」でセンターポジションをつとめた。
同年11月9日、「HITひろしま観光大使」に就任したことが発表される。
2024年8月24日にYouTubeのSKE48公式チャンネルで行われた生配信で、SKE48 33rdシングル『告白心拍数』で、先述の全員選抜曲であった『恋落ちフラグ』を除くと初めてシングル表題曲の選抜メンバーに選出されたことが発表される。
2025年7月22日、チームKⅡ「シアターの女神」公演にて、卒業発表。同年9月30日をもってSKE48を卒業予定。

## 人物
- 公式ニックネームは「ふゆっぴ」[1]、公演やコンサートでのコールは「ふゆか」「ふゆかー！」。また、キャッチフレーズは「春夏秋～？（冬香ー！）」[1]。
- メンバーカラーは赤・赤・赤[1]。
- 保護犬活動に興味があり、先代の飼い犬である「ひな」と現在の飼い犬である「ぽぽ」はともに元保護犬である[13]。
- プロ野球広島東洋カープの熱烈なファンであり、推しとしている選手は現シカゴ・カブスの鈴木誠也外野手である。偶然遭遇した際に書いてもらったサイン付きスマホケースを大切に保管している[14]。カープの公式YouTubeチャンネル、著名人が歌うリレー映像『それ行けカープ 〜若き鯉たち〜』2025年バージョンに出演した。

## SKE48での参加楽曲

### シングル選抜楽曲
- 「FRUSTRATION」に収録　
  - 滑り台から - 「研究生」名義
- 「ソーユートコあるよね?」に収録
  - 恋の根拠 - 「ハイウェイガールズ」名義
- 恋落ちフラグ
- 「あの頃の君を見つけた」に収録
  - 世界のスーパーヒーロー
- 「心にFlower」に収録
  - じゃないロマンティック
- 「絶対インスピレーション」に収録
  - New Ager
- 「好きになっちゃった」に収録
  - パレオはエメラルド（2023 ver.） - 「SHOWROOM選抜」名義
  - 100年経ったら Kiss me! - 「Team KⅡ」名義
- 「愛のホログラム」に収録
  - Cherry17 - 「Team KⅡ」名義
- 告白心拍数
  - 恋の哲学者 - 「Team KⅡ」名義
- 「Tick tack zack」に収録
  - 遠くの恋人よりも - 「Team KⅡ」名義

### 劇場公演ユニット曲
SKE48「青春ガールズ」公演
- 雨の動物園（上村亜柚香、杉山愛佳、都築里佳のアンダー）
  - のアンダー

SKE48「手をつなぎながら」公演
- チョコの行方（青木詩織のアンダー）

チームKII 8th Stage「時間がない」
- 瞳の中にアップル

チームKII 9th Stage「シアターの女神」
- 初恋よ こんにちは
- ロッカールームボーイ

## 出演
- 広島エフエム放送「大窪シゲキの9ジラジ」(2020年11月10日,2021年2月11日,2024年2月29日)[15]
- 広島ホームテレビ「カープ道」(2024年3月20日,3月27日)[16][17]
- RCCラジオ(中国放送)「JFEスチール presents アンガールズのカープ愛炸裂番組『カーティスト』」(2024年7月1日,7月8日)